# La granja (álbum)
La granja es el nombre de un álbum de estudio de la banda de música regional mexicana Los Tigres del Norte, fue lanzado un 8 de septiembre de 2009 por Fonovisa Records, teniendo una versión deluxe. Se posicióno en el puesto 45 en la gráfica de Billboard 200.

## Recepción de la crítica
Freeman de Allmusic, elogió este álbum más en especial a la canción titulada «Como la Vida Sin Fútbol»

## Lista de canciones
La lista de canciones es la siguiente:

| La granja |                           |          |  |
| N.º       | Título                    | Duración |  |
| 1.        | «La granja»               | 3:45     |  |
| 2.        | «Mi curiosidad»           | 3:03     |  |
| 3.        | «Si mides el tamaño»      | 3:38     |  |
| 4.        | «Reina de reinas»         | 4:10     |  |
| 5.        | «Sala de espera»          | 3:55     |  |
| 6.        | «Como la vida sin fútbol» | 4:03     |  |
| 7.        | «Los aguaceros de mayo»   | 3:54     |  |
| 8.        | «Minita de oro»           | 3:54     |  |
| 9.        | «Mi negocio está seguro»  | 3:34     |  |
| 10.       | «El emigrante»            | 4:18     |  |
| 11.       | «¿Quién te entiende?»     | 3:23     |  |
| 12.       | «El diputado»             | 3:29     |  |
| 13.       | «El reloj»                | 2:47     |  |

Canciones exclusivas de la versión deluxe es la siguiente:

| La granja (deluxe) |                          |          |  |
| N.º                | Título                   | Duración |  |
| 1.                 | «Que voy a hacer sin ti» | 3:14     |  |
| 2.                 | «Inyección letal»        | 3:35     |  |

## Personal
Personal según Allmusic:
- Adam Klumpp - Asistente
- Adriana Rebold - Dirección artística, diseño gráfico
- Alfonso Ródenas - Ingeniero
- Hernán Hernández - Dirección, banda
- Javier Sanroman - Compositor
- Jesús Meléndez - Compositor
- Jorge Hernández - Dirección, banda
- Karla Silva - Fotografía
- Luis Hernández - Dirección, banda
- Manuel Eduardo Toscano - Compositor
- Oscar Lara - Dirección, banda
- Pablo Castro - Dirección artística, Compositor
- Paulino Vargas - Compositor
- Ramón Meléndez - Compositor
- Roberto Godinez - Fotografía
- Stephen Marcussen - Ingeniero de masterización
- Teodoro Bello - Compositor

## Rendimiento del gráfico
| Gráfica (2009)                     | Posición más alta |
| ---------------------------------- | ----------------- |
| México AMPROFON Lista de álbumes   | 15                |
| España Promusicae Lista de álbumes | 15                |
| Billboard 200                      | 45                |
| Billboard Top Latin Albums         | 1                 |
| Billboard Regional Mexican Albums  | 1                 |